# Lui de França
El Lui de Bearn (occità: Lui de França; francès: Luy de France) és un riu bearnès, que discorre a través dels departaments francesos dels Pirineus Atlàntics.i les Landes. Quan es troba amb el Lui de Bearn conforma el riu Lui, que és alhora un afluent de la conca esquerra de l'Ador.

## Etimologia

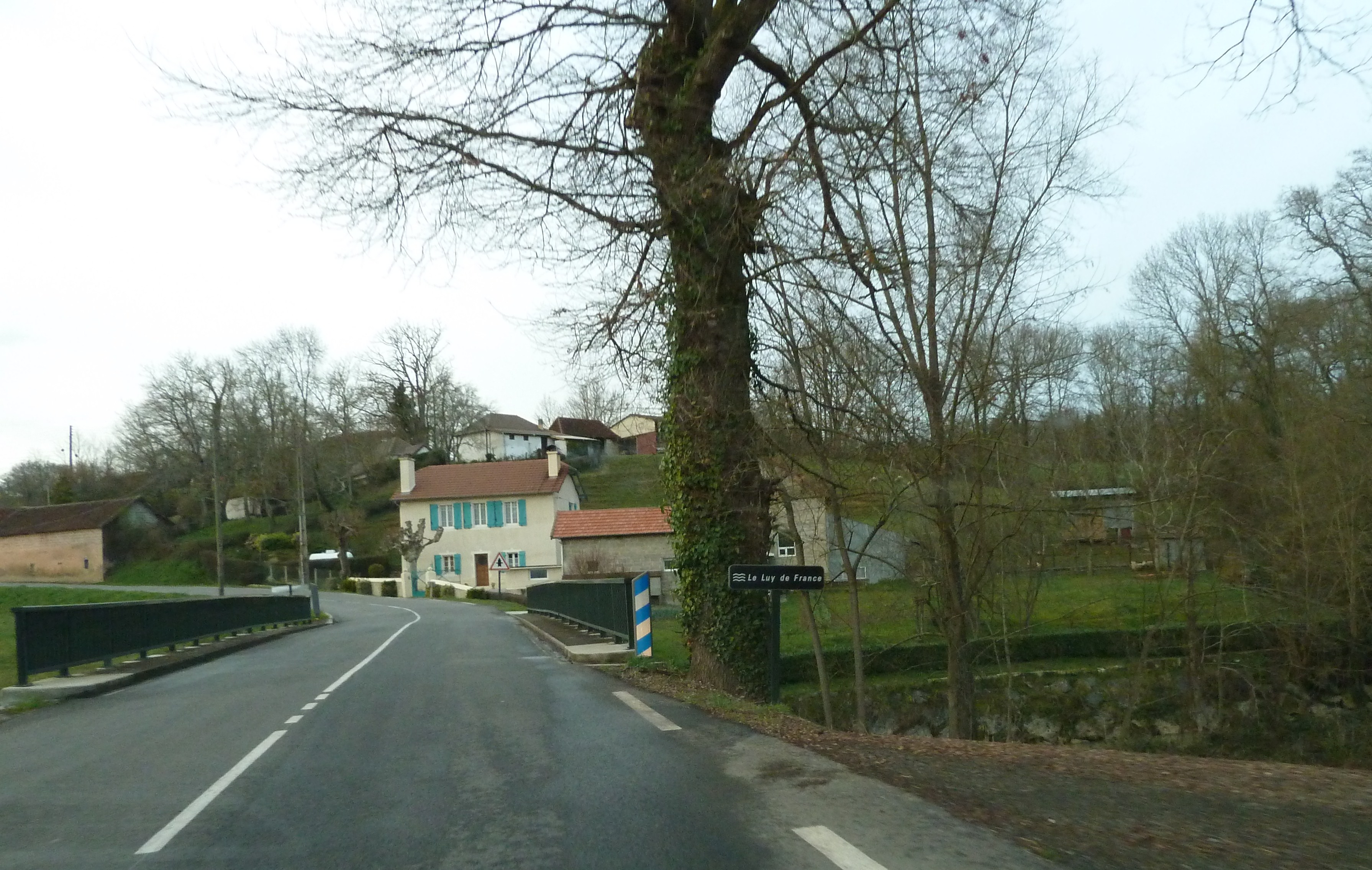
El Lui de França vers Garós.

El seu nom probablement prové d'una paraula aquitània anàloga al basc: lohi (llim, fang). potser emparentat amb el terme d'origen celta luto- (pantà), present des de la península Ibèrica a Bèlgica. El determinant de França és debut a la seva orientació des del punt de vista bearnès, ja que el Bearn va ser independent fins al 1620.
El riu Lui, que discorre més avall que el Lui de França, està documentat en textos antics sota les formes Lui (1170), lo Hui (1286)...
Segons Pèire de Marca, el cartulari de Lescar (1101) l'esmentava sota la forma llatina Lunius.

## Geografia
El Lui de França té la seva font a Limendós. S'ajunta amb el Lui de Bearn (de 77 km) per formar el Lui als peus del castell de Gaujac, per unir-se després amb l'Ador aigües avall de Tèrcis (al sud de la ciutat de Dacs).
La seva longitud és de 154,5 km.